# Larysa Karlova
Larysa Aleksandrivna Karlova (em ucraniano:Лариса Александрівна Карлова, Kiev, 7 de agosto de 1988) é uma ex-handebolista soviética, bicampeã olímpica.

## Carreira
Ela fez parte da geração soviética campeã das duas primeiras Olimpíadas do handebol feminino, em Montreal 1976 e Moscou 1980 e bronze em Seul 1988, com um total de 26 gols, em 15 jogos.